# Azar (Familienname)
Azar ist ein Familienname und geht auf den hebräischen Namen אֶלְעָזָר (Elʿazar) zurück, der „Gott hat geholfen“ bedeutet.
In Persisch آذر (persische Aussprache: [ɒːˈzæɾ]) steht Azar für den neunten Monat des Solar-Hijri-Kalenders, des offiziellen Kalenders des Iran und Afghanistans. Azar hat dreißig Tage. Er beginnt im November und endet im Dezember nach dem Gregorianischen Kalender. Azar ist der dritte Herbstmonat, gefolgt von Dey.
Azar und insbesondere Lazar ist in vielen slawischen Sprachen die übliche abbrevierte Form des Namens Lazarus, besonders in Serbien. Die ungarische Form des Namens ist Lázár, die rumänische Lazăr, die russische лазар (in deutscher Umschrift Lasar). Außerdem ist Lazaros (griech.: Λάζαρος) ein griechischer Name.

## Familienname
- Afshin Amjee Azar (* 1978), iranischer Sänger
- Alex Azar (* 1967), US-amerikanischer Unternehmer und Politiker
- Amado Azar (1913–1971), argentinischer Boxer
- Assi Azar (* 1979), israelischer Moderator
- Dany Azar (* 1973), libanesischer Entomologe und Paläontologe
- Faranak Parto Azar (* 1988), iranische Mountainbikefahrerin
- Ibrahim Azar (* 1961), palästinensischer Bischof
- Jacobo Majluta Azar (1934–1996), dominikanischer Politiker
- Léonide Azar (1900–unbekannt), französischer Filmeditor
- Mehdi Azar Yazdi (1922–2009), iranischer Kinder- und Jugendbuchautor
- Mohamed Azar Hazin (* 1951), iranischer Boxer
- Roger Azar (* 1992), libanesischer Schauspieler
- Yossi Azar, israelischer Informatiker